# 撐港台運動

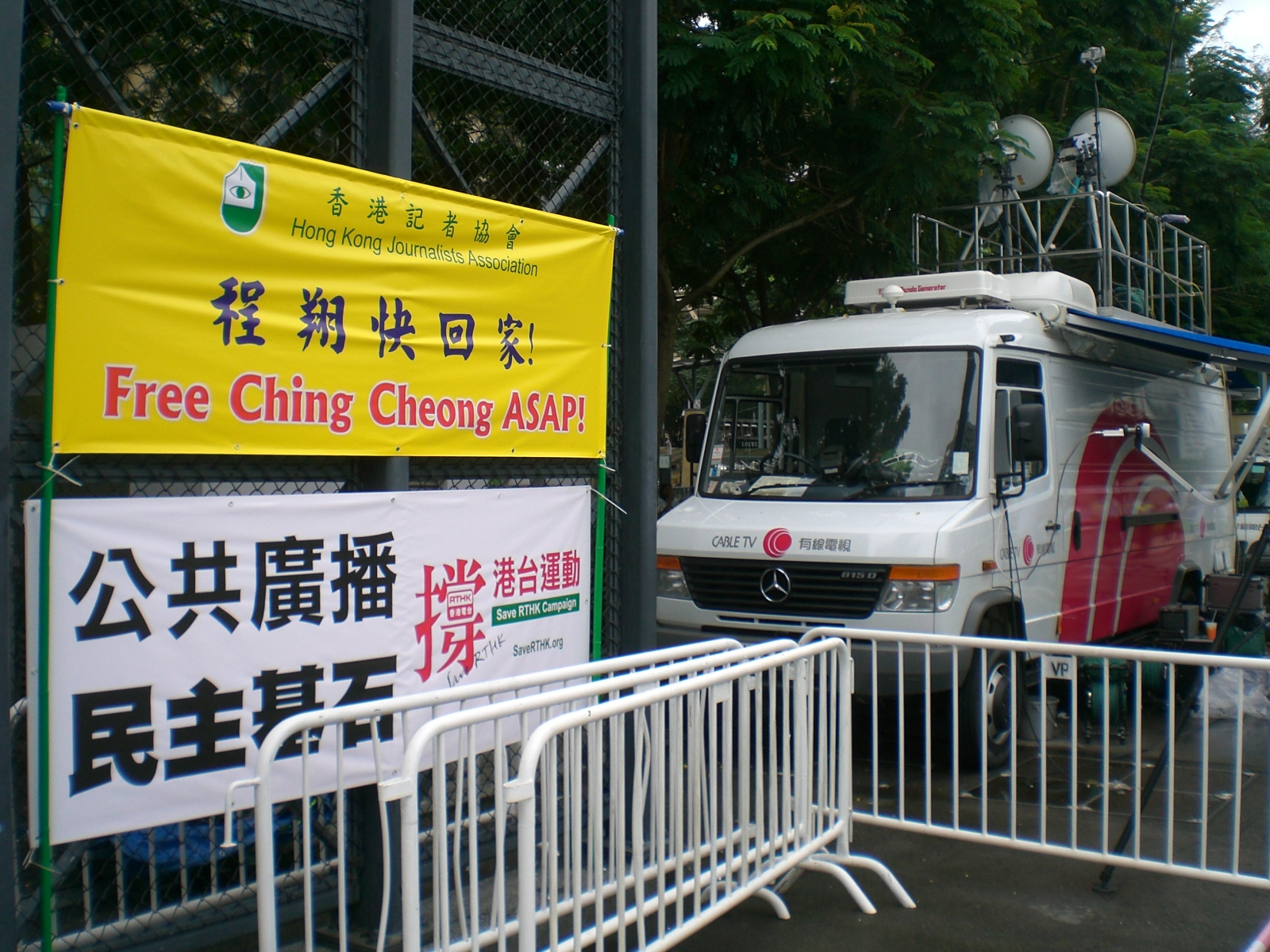
香港電台公共廣播的角色：2007年香港七一遊行是香港電台所關心的題目之一。

撐港台運動是一個關注香港媒體言論自由精神和文化的組織，2007年4月，由香港記者協會、人權監察等團體代表發起。宗旨之一是支持香港電台轉型為獨立公共廣播機構。 

## 背景
自1997年香港主權移交後，言論空間收窄，媒體出現自我審查的現像，香港電台在這政治氣氛下變得矛盾，亦因而受到被整治的壓力，問題在董建華時代也一直懸而未決。2005年他因足患下台，繼任的曾蔭權上台後成立「公共廣播服務檢討委員會」檢討香港未來公營廣播，重新正視港台問題。委員會報告於2007年3月年出台，重新確認香港需要有建立一個獨立於政府的公營廣播機構，但沒有明確表明港台的存廢。延至2009年9月22日行政會議決定維持港台公共廣播機構身份，不過港台將由特首委任的「顧問委員會」監察，新政策令部份人擔心委員會干預編輯自主。部份團體於是多次發起聲援港台的運動，令原本在建制內協商的議題帶上街頭。